# 경기도의 사찰 목록
경기도의 사찰 목록은 대한민국 문화체육관광부의 2005년 5월자 자료를 기본으로 하여 빠진 내용을 추가한 것들이다.
| 사찰     | 주소                                  | 종단   | 비고 |
| -------- | ------------------------------------- | ------ | ---- |
|          |                                       |        |      |
| 영원사   | 경기도 이천시 백사면 송말리 436       | 조계종 |      |
| 영월암   | 경기도 이천시 관고동 438              | 조계종 |      |
| 왕산사   | 경기도 포천시 포천동                  | 조계종 |      |
| 용덕사   | 경기도 용인시 처인구 이동면 묵리 산57 | 조계종 |      |
| 용문사   | 경기도 양평군 용문면 신점리 625       | 조계종 |      |
| 용상사   | 경기도 파주시 월롱면 덕은리 산137-1   | 일승종 |      |
| 용암사   | 경기도 파주시 광탄면 용미리 산11      | 조계종 |      |
| 용주사   | 경기도 화성시 송산동 188              | 조계종 |      |
| 용화사   | 경기도 김포시 운양동 산96             | 조계종 |      |
| 용화사   | 경기도 안성시 미양면 법전리 181       | 조계종 |      |
| 운수암   | 경기도 안성시 양성면 방신리 85        | 조계종 |      |
| 원통사   | 경기도 포천시 일동면 유동리 산12      | 조계종 |      |
| 원효사   | 경기도 의정부시 호원동 산92           | 조계종 |      |
| 자비사   | 경기도 평택시 팽성읍 객사리 75        | 조계종 |      |
| 자재암   | 경기도 동두천시 상봉암동 1            | 조계종 |      |
| 장경사   | 경기도 광주시 남한산성면 산정리 22-1  | 조계종 |      |
| 천보사   | 경기도 남양주시 별내동 797-1          | 조계종 |      |
| 청계사   | 경기도 의왕시 청계동 산11             | 조계종 |      |
| 청련암   | 경기도 수원시 장안구 조원동 474-1     | 조계종 |      |
| 청룡사   | 경기도 안성시 서운면 청룡리 28        | 조계종 |      |
| 청원사   | 경기도 안성시 원곡면 성은리 397       | 조계종 |      |
| 칠장사   | 경기도 안성시 죽산면 칠장리 764       | 조계종 |      |
| 태고사   | 경기도 고양시 덕양구 북한동 15        | 태고종 |      |
| 팔달사   | 경기도 수원시 팔달구 팔달로3가 115    | 조계종 |      |
| 현등사   | 경기도 가평군 조종면 운악리 산163     | 조계종 |      |
| 화광사   | 경기도 수원시 팔달구 남수동 92        | 조계종 |      |
| 화림선원 | 경기도 안산시 상록구 일동 산111       | 조계종 |      |
| 회룡사   | 경기도 의정부시 호원동 411 산89-1     | 조계종 |      |
| 회암사   | 경기도 양주시 회암동 4                | 조계종 |      |
| 흥국사   | 경기도 고양시 덕양구 지축동 203       | 조계종 |      |
| 흥국사   | 경기도 남양주시 별내동 2331           | 조계종 |      |
| 흥룡사   | 경기도 포천시 이동면 도평리 38        | 조계종 |      |
| 흥왕사   | 경기도 여주시 북내면 중암리 438       | 조계종 |      |

## 같이 보기
- 한국의 사찰 목록